# Antiphrisson mongolicus
Antiphrisson mongolicus là một loài ruồi trong họ Asilidae. Antiphrisson mongolicus được Lehr miêu tả năm 1970. Loài này phân bố ở vùng Cổ Bắc giới và châu Á.